# Астрада, Карлос
Ка́рлос Астра́да (26 февраля 1894 года — 23 декабря 1970 года) — аргентинский философ.

## Биография
Астрада родился в Кордове. Он окончил учебу в средней школе в Национальном колледже Монсеррат в Кордове, затем получил высшее юридическое образование в Национальном университете Кордовы. За эссе 1926 года «Эпистемологическая проблема философии» заработал стипендию в Германии. В течение четырёх лет Астрада учился в университетах Кёльна, Бонна и Фрайбурга под руководством Макса Шелера, Эдмунда Гуссерля, Мартина Хайдеггера и Оскара Беккера.
Когда он вернулся в Аргентину из Германии, Астрада был назначен главой публикаций и конференций в Социальном институте Национального университета «Дель — Литораль» (1933—1934). Там он начал обширную карьеру в различных академических функциях страны: он был адъюнкт-профессором «Истории современной и современной философии» в Школе философии и письма в Университете Буэнос-Айреса (1936—1947); профессором этики в Школе науки и гуманитарных наук в образовании в Университете Ла-Платы в Ла-Плате (1937—1947); профессором философии в Национальном колледже Буэнос-Айреса (1939—1949); профессором номологии и метафизики в Школе философии и письма в Университете Буэнос-Айреса (1947—1956); директором Института философии Университета Буэнос-Айреса (1948—1956) и другие должности. Был уволен из университетов после ниспровержения Хуана Доминго Перона, режим которого (и перонизм) он, по собственным словам, «как хороший диалектик, признавал и критиковал одновременно».
Изначально поддерживал многие идеи экзистенциализма, однако впоследствии выступал с его критикой. Среди прочего, Астрада принимал в учении Хайдеггера то, что связано с существованием единичного человека (Dasein), но выступал против «абсолютного и абсолютно трансцендентного», «над-временного» понимания бытия. Согласно Астраде, у Хайдеггера «трудно увидеть возможность исторической реализации человека», поскольку «такой гуманизм заключает в себе его отчуждение в предполагаемой истине бытия», поэтому для аргентинского философа ближе казался «практический», «реальный и конкретный» гуманизм Маркса, рассматривающий человека как «историческое существо, живущее в обществе, обусловленное во времени и пространстве экономическими отношениями».
Проявляя растущий интерес к марксизму, в 1956 году издал книгу «Гегель и диалектика» (из-за содержащейся в ней критики теории отражения у него случилась полемика с Эрнесто Джудиси из Компартии Аргентины), а затем отправился в Москву, где прочёл ряд лекций, защитил докторскую диссертацию «Будущее диалектики» в Институте философии АН СССР и полемизировал с философами Академии наук, которых обвинял в отказе от Гегеля и, следовательно, диалектики.
Затем он посетил Германскую Демократическую Республику, где встретился с Эрнстом Блохом. После своего возвращения из-за советского вторжения в Венгрию разочаровался в так называемом «реальном социализме». В 1957 году он опубликовал «Марксизм и эсхатологии» (переиздание 1969), а в следующем году — «Маркс и Гегель: Труд и отчуждение в „Феноменологии“ и в „Рукописях“» (переиздание 1965). Другие его важные труды: «Феноменологический идеализм и экзистенциальная метафизика» (1936), «Судьба свободы» (1951), «Экзистенциалистская революция» (1952), «Двойной лик диалектики» (1962), «Миф гаучо» (1964).
Карлос Астрада умер в Буэнос-Айресе в 1970 году.

## Труды
- “Heidegger y Marx”. En Cursos y Conferencias, año II número 10, abril de 1933
- El juego existencial. Buenos Aires: Babel, 1933
- Goethe y el panteísmo spinoziano. Universidad Nacional del Litoral, 1933
- Idealismo fenomenológico y metafísica existencial. Instituto de Filosofía, Universidad de Buenos Aires, 1936
- La ética formal y los valores. Universidad Nacional de La Plata, 1938
- El juego metafísico. Buenos Aires: El Ateneo, 1942
- Temporalidad. Buenos Aires: Cultura Viva, 1943
- Nietzsche, profeta de una edad trágica. Buenos Aires: Editorial La Universidad, 1945. Segunda edición, Nietzsche y la crisis del irracionalismo. Buenos Aires: Dédalo, 1961
- Sociología de la guerra y filosofía de la paz. Instituto de Filosofía, 1946, Coni, 1948
- “Surge el hombre argentino con fisonomía propia”. En Argentina en marcha, Buenos Aires, 1947
- El mito gaucho. Buenos Aires: Ediciones Cruz del Sur, 1948; 2ª edic. 1964
- Ser, Humanismo, existencialismo. Buenos Aires: Kairós, 1949
- “El existencialismo, filosofía de nuestro tiempo”. Mendoza: Actas del Primer Congreso Nacional de Filosofía, 1950, UNC, tomo I
- “Metafísica de la infinitud como resultado de la ilusión trascendental”; “Relación del ser con la ec-sistencia”. Mendoza: Actas del Primer Congreso Nacional de Filosofía, 1950, UNC, tomo II
- Destino de la libertad. Para un humanismo autista. Buenos Aires: Kairós, 1951
- El aporte del romanticismo al proceso cultural del país. Esteban Echeverría y los principios programáticos para una cultura nacional. Buenos Aires: Ministerio de Educación, Cuadernos de Extensión Cultural, 1952
- La revolución existencialista. La Plata: Nuevo Destino, 1952
- Hegel y la dialéctica. Buenos Aires: Kairós, 1956
- El marxismo y las escatologías. Buenos Aires: Procyon, 1957; Juárez Editor, 1969
- Marx y Hegel. Trabajo y alienación en la Fenomenología y en los Manuscritos. Buenos Aires: Siglo XX, 1958. Reedic. Trabajo y Alienación. Buenos Aires: Siglo XX, 1965
- Humanismo y dialéctica de la libertad. Buenos Aires: Dédalo, 1960
- “Filosofía de la existencia y antropología filosófica”. En Virasoro, M. A., Astrada, C., Agoglia, R. H., edit., Bahía Blanca: Universidad Nacional del Sur, 1960
- Dialéctica y positivismo lógico. Universidad Nacional de Tucumán, 1961; Devenir, 1964
- La doble faz de la dialéctica. Buenos Aires: Devenir, 1962
- Tierra y figura. Buenos Aires: Ameghino, 1963
- Ensayos filosóficos. Bahía Blanca: Universidad Nacional del Sur, 1963
- “La dialectización de las figuras en la Fenomenología del Espíritu”, en VV.AA. Valoración de la fenomenología del espíritu, Buenos Aires: Devenir, sin fecha
- Humanismo y alienación. Buenos Aires: Devenir, 1964
- Fenomenología y praxis. Buenos Aires: Siglo XX, 1967
- La génesis de la dialéctica. Buenos Aires: Juárez, 1968
- Dialéctica e historia. Buenos Aires: Juárez, 1969
- Heidegger, de la analítica ontológica a la dimensión dialéctica. Buenos Aires: Juárez, 1970